# E005
E 005 är en europaväg som går mellan Guza och Samarkand i Uzbekistan. Längd 160 km. Denna väg har inget samband med europavägen E5 (i Storbritannien, Frankrike och Spanien) trots sina likheter i vägnumret.

## Sträckning
Guza - Samarkand

## Standard
Vägen är landsväg.

## Anslutningar till andra europavägar
- E60
- E40